# Никитин, Василий Никитич (гидробиолог)
Василий Никитич Никитин (1 января 1886, Москва — 2 февраля 1972, там же) — российский советский учёный-гидробиолог.

## Биография
Уроженец Москвы. В 1911 году окончил Императорский Московский университет. В следующем, 1912 году, организовал на собственные средства экспедицию в Германскую Восточную Африку (совр. Танзания), где занимался исследованием природы и собрал биологическую коллекцию. Большая часть предметов из этой коллекции была приобретена Государственным Дарвиновским музеем в Москве в 1919—1920 годах.
С 1920 по 1931 год заведовал биологической станцией Академии Наук в городе Севастополе. В 1931 году перешёл на похожую должность в Батум, и был там заместителем директора научной и рыбохозяйственной станции вплоть до 1937 года, с 1935 года — доктор биологических наук. В 1937 году переехал в Тбилиси, где стал заведующим кафедрой в Тбилисском университете и начальником отдела в НИИ Зоологии Академии наук Грузинской ССР. В годы войны на тех же должностях. Заслуженный деятель науки Грузинской ССР (1944), основатель гидробиологической научной школы в Грузии.
После окончания войны (1946) вернулся в Москву, где возглавил одну из лабораторий в головном институте океанологии им. П. П. Ширшова АН СССР. Многие годы проработал на этой должности, был награждён орденом Ленина. Скончался в Москве.

## Некоторые работы[2]
- Гидробиологические исследования Черного моря (1923-25 гг.). Севастополь : Б. и., 1925
- Вертикальное распределение планктона в Черном море: (Представлено акад. Н. В. Насоновым в заседании Отд. физ.-мат. наук 30 сент. 1925 г.)
- Аквариум Севастопольской биологической станции; Рис. В. К. Попова. — Ленинград : изд. и тип. Изд-ва Акад. наук СССР, 1931. — 38 с.
- Сборник по методике океанологических исследований [Сборник] / [Отв. ред. проф. В. Н. Никитин]. — Москва ; Ленинград : Изд-во Акад. наук СССР, 1951. — 172 с. : ил.; 26 см. — (Труды Института океанологии/ Акад. наук СССР; Т. 5).
- Проблемы химии моря : [Сборник статей] / [Отв. ред. проф. В. Н. Никитин]. — Москва : Изд-во Акад. наук СССР, 1956. — 204 с., 1 л. граф. : ил.; 26 см. — (Труды Института океанологии/ Акад. наук СССР; Т. 17).
- Биология морей : [Сборник статей] / [Отв. ред. проф. В. Н. Никитин]. — Москва : Изд-во Акад. наук СССР, 1957. — 371 с. : ил., карт.; 26 см. — (Труды Института океанологии/ Акад. наук СССР; Т. 20)
- Проблемы химии моря : [Сборник статей] / [Отв. ред. проф. В. Н. Никитин]. — Москва : Изд-во Акад. наук СССР, 1958. — 248 с. : граф., карт.; 26 см. — (Труды Института океанологии/ Акад. наук СССР; Т. 26).
- Проблемы химии моря : [Сборник статей] / [Отв. ред. проф. В. Н. Никитин]. — Москва : Изд-во Акад. наук СССР, 1960. — 274 с. : граф., карт.; 26 см. — (Труды Института океанологии/ Акад. наук СССР; Т. 42).
- Морские геологические исследования : [Сборник статей] / [Отв. ред. В. Н. Никитин]. — Москва : Изд-во Акад. наук СССР, 1961. — 184 с. : черт., карт.; 27 см. — (Труды Института океанологии/ Акад. наук СССР; Т. 50).